# 核酸
核酸（英語：nucleic acid）是一种通常位于细胞内的大型生物分子，主要負責生物体遗传信息的携带和传递。核酸有兩大類，分別是脱氧核糖核酸（DNA）和核糖核酸（RNA）。
核酸的单体结构为核苷酸。每一个核苷酸分子由三部分组成：一个五碳糖、一个含氮鹼基和一个或多个磷酸基团。如果其五碳糖是去氧核糖則為去氧核糖核苷酸，此單體之聚合物是DNA。如果其五碳糖是核糖則為核糖核苷酸，此單體之聚合物是RNA。
核酸是最重要的生物大分子（其余为胺基酸/蛋白质，醣類/碳水化合物和脂质/脂肪）。它们大量存在于所有生物，功能有编码、传递和表达遗传信息。换句话说，遺傳訊息通过核酸序列被传递。DNA分子含有生物物种的所有遗传信息，为双链分子，其中大多数是链状结构大分子，也有少部分呈环状结构，分子量一般都很大。RNA主要是负责DNA遗传信息的翻译和表达，为单链分子，分子量要比DNA小得多。
核酸存在于所有动植物细胞、微生物和病毒、噬菌体内，是生命的最基本物质之一，对生物的成长、遗传、变异等现象起着重要的决定作用。

## 研究历史
- 1869年，核酸被科学家弗雷德里希·米歇尔发现[1]。当时该物质被他称为“核素”。

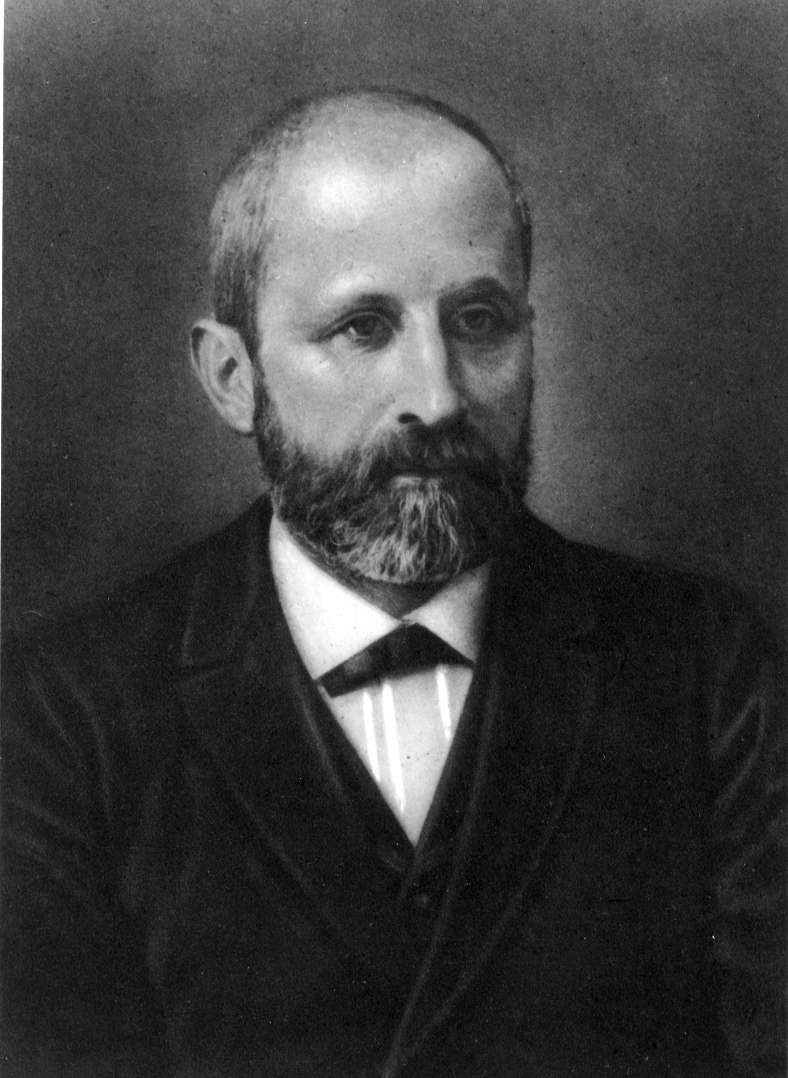
瑞士科学家弗雷德里希·米歇爾于1869年发现核酸(DNA)。之后，他提出它们可参与遗传的想法。

- 1880年代早期，阿尔布雷希特·科塞尔进一步纯化了该物质，并发现了其具有高酸性特性。

兩個主要的核酸的比較：RNA (左) 和 DNA (右)，顯示分別的螺旋结构和核鹼基。

- 1889年，理查德·阿尔特曼创造了nucleic acid（核酸）一词。
- 20世纪早期，阿尔布雷希特·科塞尔与他的两个学生发现核酸由核苷酸组成[4]。但当时科塞尔错误地认为核酸由4种核苷酸的重复单位构成。[5]
- 1953年，沃森和克里克等人发现了DNA的双螺旋结构。[6]

核酸实验研究构成了现代生物学和医学研究的重要组成部分，形成了基因组和法医学，以及生物技术和制药行业的基础。

## 核酸类型
核酸可以分为脱氧核糖核酸（DNA）、核糖核酸（RNA），以及人工合成的核酸类似物。

### 脱氧核糖核酸

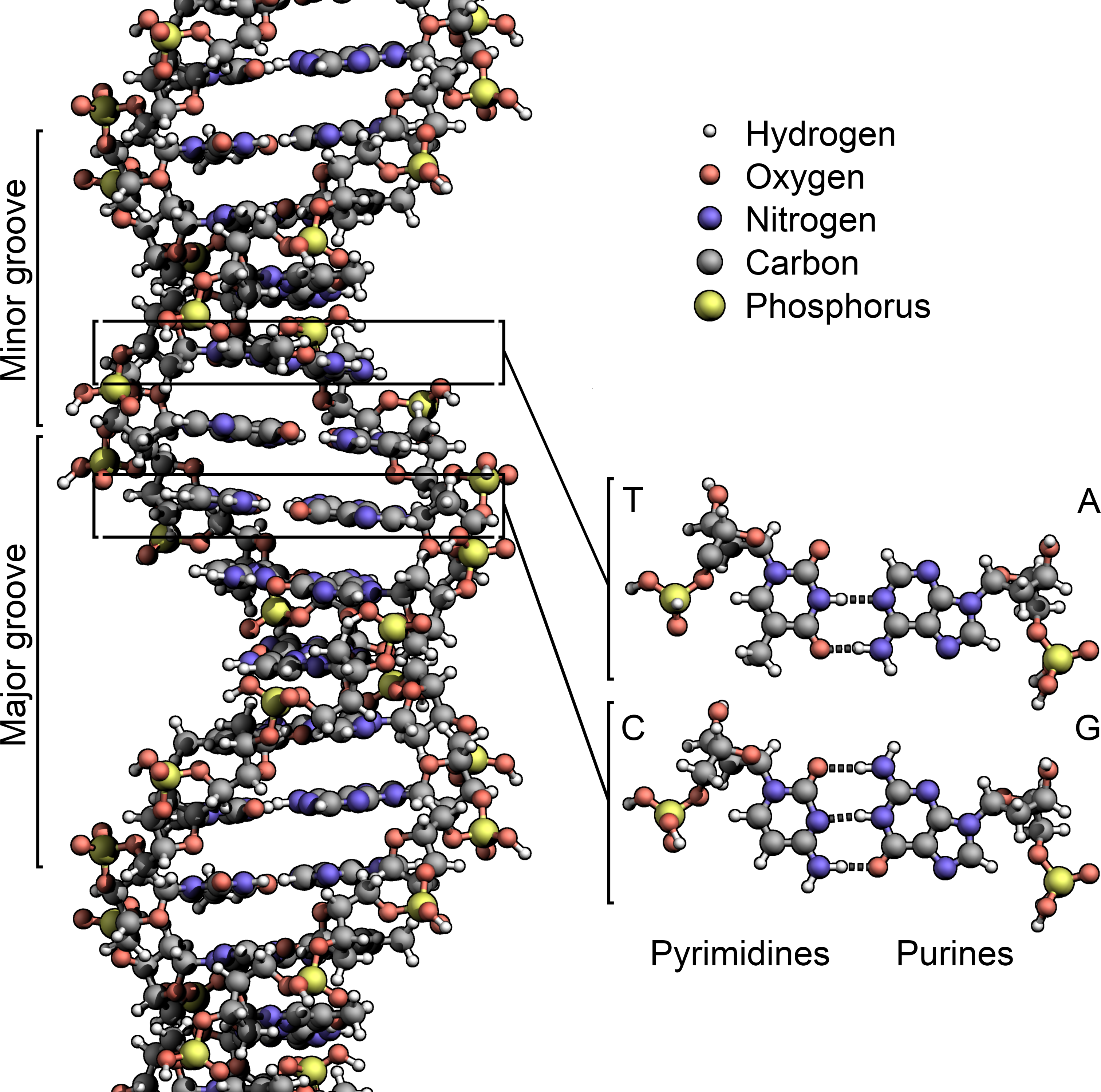
脱氧核糖核酸（DNA）。

脱氧核糖核酸（DNA）是由脱氧核糖核苷酸构成的一种核酸。其主要负责生物体遗传信息的携带。组成DNA的碱基有四种：腺嘌呤（A）、鸟嘌呤（G）、胸腺嘧啶（T）与胞嘧啶（C）。DNA主要为双链构成的双螺旋结构，但病毒中也有单链DNA。利用体外分子进化技术，也可合成出类似核酶的脱氧核酶。

### 核糖核酸
核糖核酸（RNA）由核糖核苷酸构成，其功能包括遗传信息的传递与核酶等，而一些病毒使用RNA携带遗传信息。组成RNA的碱基中，尿嘧啶（U）代替了胸腺嘧啶。RNA一般为单链。
| 項目                       | DNA                                                     | RNA                                                   | 解說                                                                        |
| -------------------------- | ------------------------------------------------------- | ----------------------------------------------------- | --------------------------------------------------------------------------- |
| 組成主幹之糖類分子         | 2-去氧核糖和磷酸                                        | 核糖和磷酸                                            |                                                                             |
| 骨架結構                   | 规则的:50双螺旋结构                                     | 单螺旋结构 或茎环结构                                 | 即脱氧核糖核酸由两条脱氧核苷酸链构成，而核糖核酸由一条核糖核苷酸链构成。:49 |
| 核苷酸數                   | 通常上百萬                                              | 通常數百至數千個                                      |                                                                             |
| 鹼基種類                   | 腺嘌呤（A）··· 胸腺嘧啶（T） 胞嘧啶（C）··· 鳥嘌呤（G） | 腺嘌呤（A）··· 尿嘧啶（U） 胞嘧啶（C）··· 鳥嘌呤（G） | 除部分例外，DNA為胸腺嘧啶（5-甲基尿嘧啶），RNA為尿嘧啶，使RNA更易被水解。   |
| 五碳糖種類                 | 脫氧核醣                                                | 核醣                                                  |                                                                             |
| 五碳糖連接組成分           | 氫原子                                                  | 羟基                                                  | 在五碳糖的第二個碳原子上連接的組成分不同。                                  |
| 存在于（对于真核细胞而言） | 细胞核（少量存在于线粒体、叶绿体）                      | 细胞质                                                |                                                                             |

### 核酸类似物
除此之外，也可以通过人工合成出核酸类似物（Nucleic acid analogues）。如肽核酸、锁核酸、GNA、苏糖核酸等。核酸类似物通过不同的分子骨架而与自然产生的DNA或RNA区分开来。

## 结构和组成

### 组成
核酸由核苷酸组成，而核苷酸又是由含氮碱基、五碳糖和磷酸基构成。

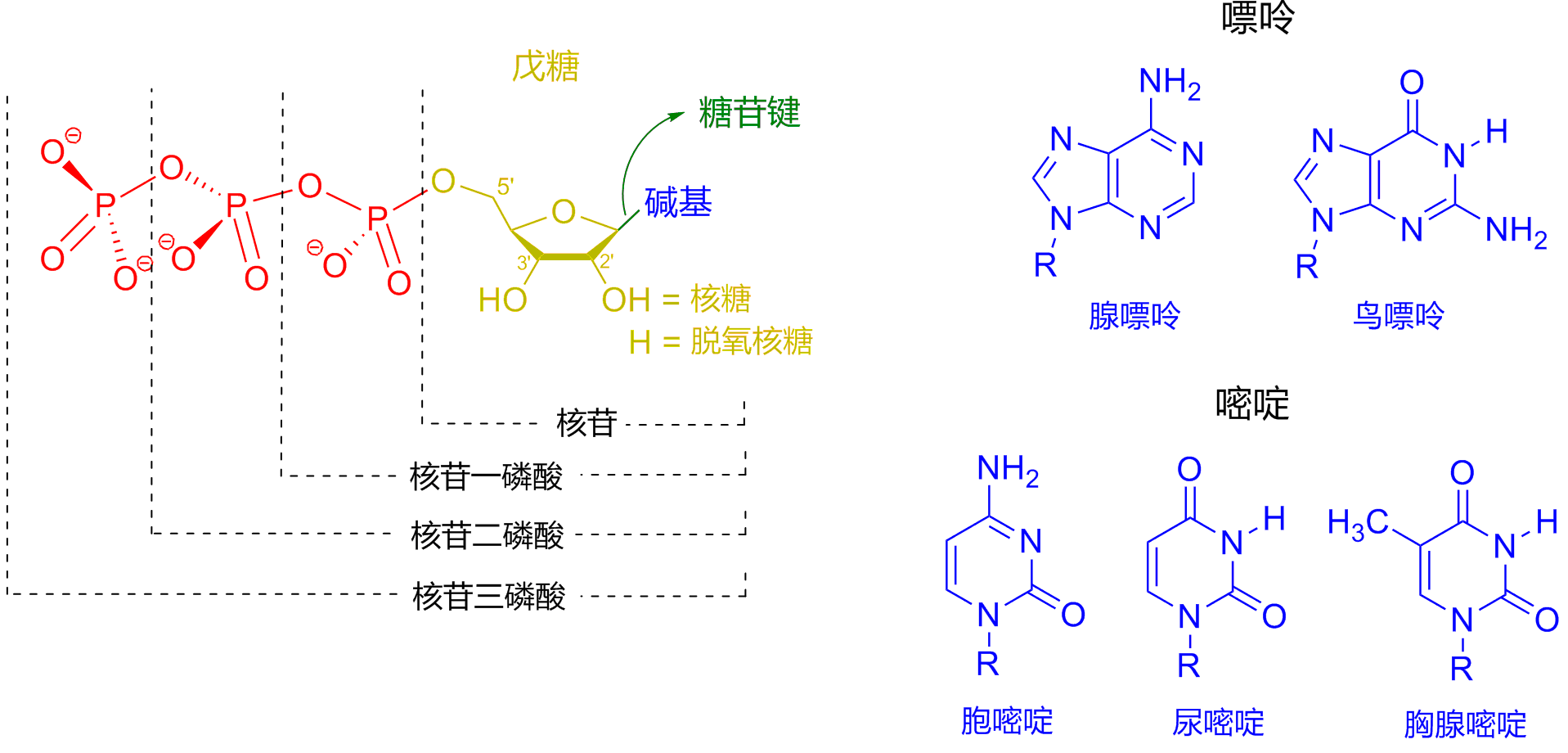
核苷酸的结构及所有常规的碱基。

#### 核苷酸
核酸的单体结构为核苷酸。每一个核苷酸分子有三部分组成：一个含氮碱基，一个五碳糖和一个或多个磷酸基团。由含氮碱基和五碳糖组成的结构叫做核苷。

#### 碱基
含氮碱基是两种母体分子嘌呤和嘧啶的衍生物。一般，组成核酸的碱基有五种，分别是：
- 腺嘌呤（A）
- 鸟嘌呤（G）
- 胞嘧啶（C）
- 胸腺嘧啶（T，又称5-甲基尿嘧啶[5]，在RNA中一般由尿嘧啶代替）
- 尿嘧啶（U，在DNA中由胸腺嘧啶代替）

除了以上五种碱基之外，部分核酸还含有特殊碱基。即稀有碱基。

#### 核苷
核苷是由含氮碱基和戊糖组成的糖苷。核苷加上一个磷酸基就是核苷酸。

### 结构

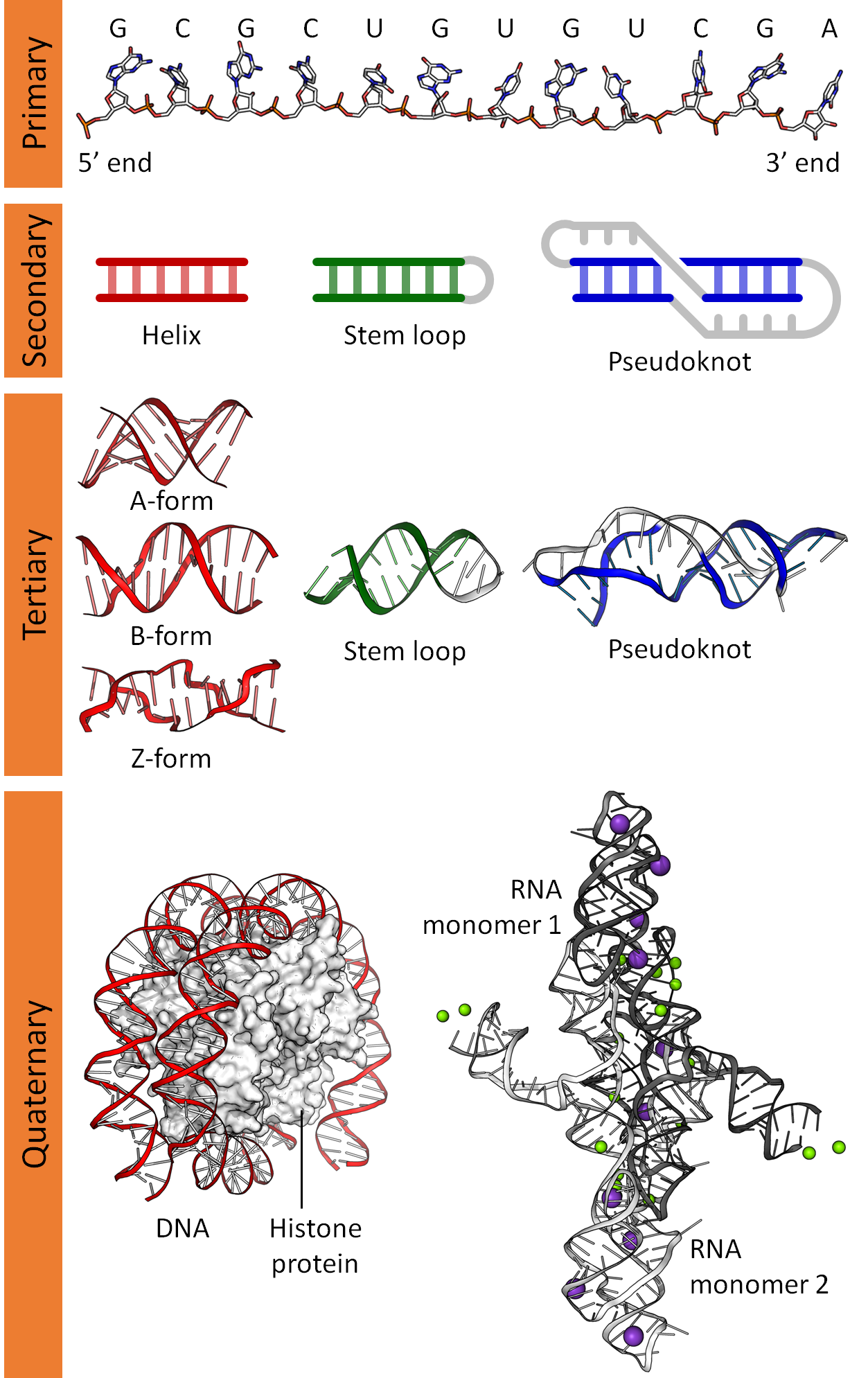
核酸的四大结构示意图。

核酸的结构可分为一级结构、二级结构、三级结构和四级结构。

#### 一级结构
核酸的链上各核苷酸残基的排列顺序被称作核酸的一级结构，即核酸序列。核酸序列在生物学中非常重要，它们不仅能区分核酸，还带有编码所有生物分子、分子装配体、亚细胞的和细胞的结构、器官的信息，和生物体的最终指令。